# Nacka FF
Nacka FF är en fotbollsförening från Nacka kommun, Stockholms län.
Nacka FF bildades 1990 och spelade ett par säsonger i dåvarande Division I Norra under 1990-talet, bland annat med Rami Shaaban mellan stolparna och Sören Åkeby som tränare. Åkeby blev sedan tränare för Djurgårdens IF under deras svåra tid i början av 2000-talet och tog då med sig Shaaban.
Efter degraderingen till Division II[när?] försämrades ekonomin betydligt och mitt under säsongen 2001 begärdes föreningen i konkurs. Nacka FF återuppstod dock igen den 22 december 2011, då Boo FF och Hammarby IF:s talanglag, (Hammarby TFF) meddelade att man startar ett samarbete från och med säsongen 2012 i form av ett herrlag under namnet Nacka FF. Laget spelade i Division 2 år 2012. Tränare för det nya laget blir Thom Åhlund.
Före konkursen (och nystarten 2011/2012) bestod klubben av moderföreningarna Boo FF, Järla IF FK och Saltsjöbadens IF. I styrelsen satt bland andra Mona Sahlin. Klubben vann S:t Erikscupen vid några tillfällen, bland annat vann P86 år 2000 med Felix Engfeldt och Mathias Jonsson som tränare. I det laget spelade bland andra Joakim Runnemo numera i IK Frej i Superettan och första målskytt i Allsvenskan 2007 när BP vann med 1–0 mot Djurgårdens IF. P86 hade hela åtta spelare med i Stockholms stadslag[när?] med spelare som Martin Erlandsson och Charlie Skoglund, som även fick representera pojklandslaget.